# 佐久間安世
佐久間安世（さくま やすよ、1928年 - ）は、日本の商学者。中小企業診断士。北海道景観アドバイザー。元札幌学院大学及び元北海道情報大学教授。北海道出身。

## 来歴
1950年室蘭工業専門学校卒業。同年、北海道肝油工業協同組合に勤務。社団法人北海道能率指導所に入所。1958年中小企業診断士合格。社団法人北海道商工指導センター商業診断部長。社団法人北海道商工指導センター理事。社団法人北海道商工指導センター常務理事を歴任。1990年商業診断士を取得。1991年社団法人北海道商工指導センター退職。同年、札幌学院大学商学部商学科教授（経営学総論を担当）。1997年札幌学院大学を退職し、北海道情報大学経営情報学部経営学科教授。北の街づくり研究所を主宰。2001年北海道情報大学を退職。
この他、室蘭工業大学工学部、北海学園大学経済学部経営学科、中小企業大学校旭川校、北海道商工研修所の非常勤講師を務め、経済産業省大規模小売店舗審議会審議会委員、札幌市地域商業活性化推進委員会委員長、北海道中心市街地商店街活性化推進計画策定委員会委員長など数多くの公務も務めた。

## エピソード
社団法人北海道商工指導センター常務理事を務める傍ら、北海道商店街進行組合連合会の街づくり研究会の座長を務め、大型店進出に伴う商店街の停滞からの復興のために長らく尽力した。

## 受賞歴
- 中小企業庁長官表彰（1962年）
- 通商産業大臣表彰（1984年）

## 業績
- 『帯広市中心商店街の診断結果について』（北海道都市 2号, 1966年）
- 『釧路市中心街の空地・空店舗対策への提言』（札幌学院商経論集 9巻4号, 1993年）
- 『恵庭市小売商業振興の提言』（札幌学院商経論集 12巻1号, 1995年）

などがある。